# 彰化縣私立達德高級商工職業學校
達德高級商工職業學校（英語：Da Der Commercial and Technical Vocational School），簡稱達德商工，是位於臺灣彰化縣田中鎮的私立高級工業職業學校。

## 校史

### 大事記
- 1965年前總統蔣經國先生為發展地方教育，鼓勵魏志英女士創辦五年制商職。
- 1967年增設三年制商職。
- 1969年增設機工科及電工科，並改名為達德高級商工職業學校。
- 1973年六月董事會改組，由企業家蕭柏煌先生出任董事長，敦聘教育家莊國龍先生接掌校長。
- 1978年開辦輪調式建教合作班，並與福懋興業股份有限公司合辦員工在職進修班。
- 1981年十月董事會改組，由原校長莊國龍出任董事長，歷經黃坤連、黃源榮、莊宏富等校長。
- 2002年敦聘許維純女士為校長。
- 2012年設有機械、汽車、電機、資訊、資料處理、觀光事業、餐飲管理、美容、幼兒保育科共九科。輪調式建教合作班則設有資訊、餐飲管理、美容等三科。實用技能班有汽車修護、商用資訊、餐飲技術及美髮技術等科。
- 2014年停招進修學校。
- 2017年增設電子商務科，共設有電子商務、機械、汽車、電機、資訊、資料處理、觀光事業、餐飲管理、美容、幼兒保育科共十科。輪調式建教合作般則設有美容科、餐飲科。實用技能班則有汽車修護科、機械加工科、美髮技術科、餐飲技術科、水電技術科、微電腦修護科。
- 2018年增設照顧服務科，共設有照顧服務、電子商務、機械、汽車、電機、資訊、資料處理、觀光事業、餐飲管理、美容、幼兒保育科共十一科。輪調式建教合作般則設有美容科、餐飲科。實用技能班則有汽車修護科、機械加工科、美髮技術科、餐飲技術科、水電技術科、微電腦修護科。

## 校歌
我們是大時代的青年，
我們是三民主義的信徒，
要為工商界謀發展，
為國家爭自由，
守時、守分、守法、守信、守密，
不懈、不驕、不餒、不懼、不憂，
時代要我們去創造，
光明要我們追求，
學習、學習、進步，進步，
開闢國家和個人的前途。

## 建築
設有基本的八棟教學大樓暨實習教室和辦公室、一棟美容實習教室暨會議廳、兩棟餐飲實習教室以及露天禮堂再加上操場、籃球場、游泳池、網球場。

### 孔子像
建在面對校門口處，鑄有有教無類四個大字，象徵教師的教學理念以及方向。
九龍池

## 歷任校長
| 姓名   | 性別 | 任職時間             | 異動原因 |
| ------ | ---- | -------------------- | -------- |
| 吳 傑  | 男   | 1954年8月~1969年7月  | 辭職     |
| 凌育智 | 男   | 1969年8月~1971年7月  | 辭職     |
| 戈治華 | 男   | 1971年8月~1972年7月  | 辭職     |
| 袁雲龍 | 男   | 1972年8月~1973年7月  | 辭職     |
| 莊國龍 | 男   | 1973年8月~1981年12月 | 辭職     |
| 黃坤連 | 男   | 1981年12月~1985年4月 | 逝世     |
| 柯南源 | 男   | 1985年5月~1985年7月  | 代理     |
| 塗哲雄 | 男   | 1985年8月~1985年11月 | 代理     |
| 黃源榮 | 男   | 1985年12月~2001年1月 | 退休     |
| 莊宏富 | 男   | 2001年2月~2002年7月  | 辭職     |
| 許維純 | 女   | 2002年8月任職        | 現任     |

| 校長室 | 校長室                                                               |
| 教務處 | 設有教學組、註冊組、設備組、研究組                                   |
| 學務處 | 設有訓育組、衛生組、體育組                                           |
| 實習處 | 設有實習組、建教組                                                   |
| 輔導室 | 設有輔導組、特教組                                                   |
| 資訊處 | 設有研發組、行政組、網路組                                           |
| 圖書館 | 設有讀者服務組                                                       |
| 總務處 | 設有庶務組、出納組、文書組、校車組、安全衛生管理組、財產組、實習商店 |
| 會計室 | 設有會計組                                                           |
| 人事室 | 設有人事組                                                           |
| 教官室 | 設有生輔組                                                           |

## 教學

### 類科
| 高職部     | 汽車、電機、資訊、資料處理、觀光事業、餐飲管理、美容、幼兒保育、照顧服務等科。 |
| 實用技能班 | 汽車修護、機械加工、水電技術、美髮技術、餐飲技術、烘焙食品、多媒體技術。       |

### 科系經歷

#### 機械科（页面存档备份，存于）
1969年：達德商工設立第一個工業類科――機工科一班。

1972年：機工科增設為二班。

1983年：經職訓局核准設置鉗工丙級技術士技能檢定術科測驗場。

1987年：由楊順利老師兼任科主任。

1989年：由吳必成老師兼任科主任。

1993年：由謝澄郎老師兼任科主任。實施群集課程，故將原名機工科更名為機械科。

1996年：由石水中老師兼任科主任。

2000年：由張皓鈞老師兼任科主任。

2002年：吳必成老師兼任科主任。

2004年：蕭健忠老師兼任科主任。

2009年：陳煌錦老師兼任科主任。
        
2012年: 張紳虔老師兼任科主任。

2014年: 何昆霖老師兼任科主任。

#### 汽車科（页面存档备份，存于）
1987年：成立汽車科。

1992年：設立輪調式建教班。

1993年：辦理國中技藝教育班，並經職訓局評鑑核准設立汽車修護丙級術科檢定場。

1995年：開辦一年段補校實用技能班。

1999年：開辦一年段日校實用技能班。

2010年：經職訓局評鑑核准設立機車修護丙級技能術科檢定場。

2014年：劉振裕老師任科主任。

#### 電機科（页面存档备份，存于）
1969年8月20日：成立電機科，原名電工科，實施單位行業訓練。

1981年：實施群集教學改為甲類課程稱為電機科。

1993年：丙級室內配線技能術科合格檢定場成立。

2006年：成立水電服務隊，服務社區獨居老人。

2008年9月15日：成立室內配線乙級檢定場，服務中部地區考生。

#### 資訊科（页面存档备份，存于）
1989年：附設於電子科，招收日、補校學生各2班。

1990年：成立資訊科，科主任由許松盛組長兼任。

1991年：成立建教班。

1992年：數位電子乙級、工業電子丙級檢定場地審核通過。

1995年：硬體裝修丙級檢定場地審核通過。

1998年：成立單晶片電腦教室。增加基礎電子實習工廠、數位及工業電子實習工廠各1間。

2000年：實施新課程標準，增加第二間單晶片電腦教室，增購基本電子及電子學實驗模組。

#### 資料處理科（页面存档备份，存于）
1990年9月：核准成立資料處理科。並開始招生。

1990年：成立附設補校資料處理科。

1993年：與彰化縣國中辦理合作式電腦實務技藝教育班。

1999年：黃龍一老師接任科主任。

2000年：呂怡節老師接任科主任。

2000年：招收綜合高中－資訊應用學程。

2001年：張媛老師接任科主任。

2002年：陳曉萱老師接任科主任。

2003年：吳宏陽老師接任科主任。

2008年：黃詩維老師接任科主任。

2010年：停招綜合高中－資訊應用學程。

2010年：蔡宏輝老師接任科主任。

2013年：停招實用技能商用資訊科。

2014年：蘇雅彣老師接任科主任。

2016年：劉素錦老師接任科主任。

2020年：陳貴英老師接任科主任。

2022年：劉維蓉老師接任科主任。

2023年：李炳賢老師接任科主任。

#### 美容科（页面存档备份，存于）
1991年：核准觀光美儀科招生，由陳綉宜老師擔任科主任。

1992年：招收夜間實用技能班（美髮技術科）。

1993年：與彰化縣市內之國中辦理合作式美容技藝教育班，由蔡立滿老師擔任科主任。

1994年：觀光美儀科分設商業美容科、觀光事業科並核准成立招生。

1997年：由郭慧燕老師擔任科主任。

2000年：商業美容科正式更名為美容科。

2004年2月：由蔡立滿老師擔任科主任，並於該年度核准招收美髮建教班。

2013年：由施宜伶老師擔任科主任

2014年：由王雅慧老師擔任科主任

#### 觀光事業科（页面存档备份，存于）
1991年8月1日：核准設立觀光美儀科。

1994年：觀光美儀科改為觀光事業科及商業類美容科。

1997年：實習旅館正式啟用。

2001年：調酒檢定場設立。

2002年：全縣首座餐旅服務檢定場設立。

2004年：黃錦照老師接任科主任。

2009年：飲料調製乙丙級檢定場設立，陳建智老師接任科主任。

2010年：由林信昌老師接任科主任。

2014年：由連英伶老師接任科主任。

2016年：由林姿利老師接任科主任。

#### 餐飲管理科（页面存档备份，存于）
1996年7月1日：成立餐飲科。

1997年：由王秋玲擔任科主任。

1998年：興建第二餐飲大樓，余怡擔任科主任。

2000年：通過中餐烹調術科乙、丙級檢定場，烘焙乙、丙級術科檢定場，張珍瑜擔任科主任。

2001年：設立輪調式建教班，高麗維擔任科主任。

2005年：由羅惠文擔任科主任。

2006年：由何若聰擔任科主任。

2007年：開辦實用技能班，許麗娟擔任科主任、蕭素真擔任副科主任。

2008年：增設冰雕、果雕、餐飲廚藝社等社團。

2009年：協辦即測即評即發證中餐烹調、烘焙術科檢定。

2022年：由蕭素真老師擔任科主任。

#### 幼兒保育科（页面存档备份，存于）
2002年：增設幼保科，同時招收日補校學生。

2007年：與彰化縣國中辦理幼保學程技藝教育班。

#### 進修學校
1969年：附設於達德商工。

1978年：與福懋合作員工進修班。

1992年：開辦第二專長教育班。

2014年：進修學校正式結束
電子商務科 （页面存档备份，存于）
2017年：增設電子商務科。

2021年：停招電子商務科
照顧服務科
2018年：增設照顧服務科。

2020年：由吳淑嬪老師接任科主任。

2023年：由陳艾締老師接任科主任。

## 刊物

### 達德青年
達德青年為達德商工校內刊物，每學期出版，目前出版至104期（民國103年6月出刊）。校刊內容物為校內外新聞、教師及學生的佳文、散文、新詩、讀後心得、繪畫等作品編輯著成。

## 校內活動
- 社團活動
- 園遊會
- 全校運動會
- 體育競賽
- 達德母語日、達德英語日、達德日語日（每週五升旗的例行活動）

## 殊榮
- 民國92～99年榮獲服務教育楷模學校獎。
- 民國97、98學年度連續二年榮獲「反霸凌安全學校」訪視優等。
- 民國98年開始擔任教育部增進高中職國際視野方案中區Outbound召集學校至今。
- 榮獲100學年度高職優質化輔助方案諮詢輔導專案實地訪視總體成效"一等"佳績。
- 民國92～100年榮獲服務教育楷模學校獎。
- 榮獲教育部100學年度品德教育績優學校獎。
- 榮獲教育部102年高職校務評鑑「壹等」。
- 黃麗玲主秘榮獲103年杏壇芬芳獎。
- 幼兒保育科劉伊茜老師榮獲104年杏壇芬芳獎。

## 傑出校友
| 姓名   | 現職                                               | 事蹟/經歷                                                          |
| ------ | -------------------------------------------------- | ------------------------------------------------------------------ |
| 蕭錫能 |                                                    | 達德首位考取乙級技術士證照                                         |
| 鄭皇泉 |                                                    | 南投縣立三光國中總務主任                                           |
| 莊宏亮 | 達德商工董事會秘書長                               | 達德商工董事會秘書長                                               |
| 劉錦昌 | 社頭鄉鄉長                                         | 彰化縣議員、社頭鄉民代表                                           |
| 鄭俊雄 |                                                    | 田中鎮鎮長                                                         |
| 蕭淑芬 |                                                    | 彰化縣議員、田中鎮民代表                                           |
| 劉金鎗 | 國立臺中科技大學體育室副教授                       | 全國跳高紀錄保持人                                                 |
| 張順堅 | 彰化健身院負責                                     | 舉重破全國紀錄，奧運舉重國手                                       |
| 林詩敏 | 網球教練                                           | 亞洲女子網球賽冠軍                                                 |
| 陳淑枝 | 國立體育大學陸上運動技術學系助理教授、國家舉重教練 | 全國舉重健力冠軍                                                   |
| 詹淑月 | 文化大學體育系副教授                               | 76年代表國家參加世青盃網球賽                                       |
| 林俊誠 | 師大附中教師                                       | 亞青盃網球國手                                                     |
| 詹益欣 | 國立交通大學體育室助理教授                         | 亞青盃網球國手                                                     |
| 翁子婷 | 網球名教練                                         | 國家網球代表隊教練、奧運網球國手                                   |
| 張文龍 | 光榮國中教師                                       | 92年台維斯盃國手                                                   |
| 鄭為仁 | 國立清華大學體育室講師                             | 中華民國九十一釜山亞運網球代表隊隊員                               |
| 謝秋華 | 埤頭國中教師                                       | 國家健力國手                                                       |
| 黃子瑜 | 達德商工教師                                       | 國家健力國手                                                       |
| 詹蕙蓮 | 華南商職                                           | 亞青盃網球國手                                                     |
| 蔡佳惠 | 田尾國中教師                                       | 國家健力國手                                                       |
| 王宇佐 | 網球職業選手                                       | 2003亞洲網球賽男子單打冠軍                                         |
| 莊佳容 | 女子網球職業選手                                   | 2007澳州及美國網球公開賽女子雙打亞軍                               |
| 謝淑薇 | 女子網球職業選手                                   | 澳網、法網、溫網女子雙打冠軍                                       |
| 米可白 | 藝人、節目主持人                                   |                                                                    |
| 鄭小柔 | 食旅作家、網紅、部落客                             | 雜誌專欄作家、廣播節目、新聞報導、電視節目、旅遊美食專家、美食評審 |
| 巫昆祐 | 國立台灣體育運動大學學生                           | 2009亞洲龍獅公開賽榮獲三冠王                                       |
| 張鴻達 | 國立台灣體育運動大學學生                           | 2009亞洲龍獅公開賽榮獲三冠王                                       |
| 梁宜蓉 | 國立台灣體育運動大學學生                           | 2009亞洲龍獅公開賽榮獲三冠王                                       |
| 陳孝虎 | 國立台灣體育運動大學學生                           | 2009亞洲龍獅公開賽榮獲三冠王                                       |
| 陳思涵 | 國立台灣體育運動大學學生                           | 2009亞洲龍獅公開賽榮獲三冠王                                       |
| 黃介谷 | 國立台灣體育運動大學學生                           | 2009亞洲龍獅公開賽榮獲三冠王                                       |
| 黃鑫營 | 國立台灣體育運動大學學生                           | 2009亞洲龍獅公開賽榮獲三冠王                                       |
| 劉 恆  | 國立台灣體育運動大學學生                           | 2009亞洲龍獅公開賽榮獲三冠王                                       |
| 林詩敏 | 國立台灣體育運動大學學生                           | 2009亞洲龍獅公開賽榮獲三冠王                                       |
| 蔡宗晉 | 國立台灣體育運動大學學生                           | 2009亞洲龍獅公開賽榮獲三冠王                                       |
| 蔡豐謙 | 網球教練                                           | 亞洲女子網球賽冠軍                                                 |
| 鄭傑允 | 網球教練                                           | 亞洲女子網球賽冠軍                                                 |
| 卓順瑜 | 國立台灣體育運動大學學生                           | 2011亞洲舞龍公開賽暨亞洲青年舞龍錦標賽三冠王                       |
| 張維哲 | 國立台灣體育運動大學學生                           | 2011亞洲舞龍公開賽暨亞洲青年舞龍錦標賽三冠王                       |
| 許誌恩 | 國立台灣體育運動大學學生                           | 2011亞洲舞龍公開賽暨亞洲青年舞龍錦標賽三冠王                       |
| 黃建智 | 國立台灣體育運動大學學生                           | 2011亞洲舞龍公開賽暨亞洲青年舞龍錦標賽三冠王                       |
| 黃暘竣 | 國立台灣體育運動大學學生                           | 2011亞洲舞龍公開賽暨亞洲青年舞龍錦標賽三冠王                       |
| 楊瑋新 | 國立台灣體育運動大學學生                           | 2011亞洲舞龍公開賽暨亞洲青年舞龍錦標賽三冠王                       |
| 林煒博 | 國立台灣體育運動大學學生                           | 2012亞洲龍舞公開賽暨青年舞龍錦標賽競技規定舞龍冠軍                 |
| 范美伶 | 國立台灣體育運動大學學生                           | 2012亞洲龍舞公開賽暨青年舞龍錦標賽競技規定舞龍冠軍                 |
| 陳玉萍 | 國立台灣體育運動大學學生                           | 2012亞洲龍舞公開賽暨青年舞龍錦標賽競技規定舞龍冠軍                 |
| 黃凱琳 | 國立台灣體育運動大學學生                           | 2012亞洲龍舞公開賽暨青年舞龍錦標賽競技規定舞龍冠軍                 |
| 潘同享 |                                                    | 發明自動製茶機獲專利                                               |
| 柯尊仁 | 竹科園區工程師                                     | 室配優勝、竹科工程師                                               |
| 蕭煌奇 | 藝人                                               | 歌手                                                               |
| 謝聰桔 | 藝人                                               | 演員                                                               |

## 大眾運輸
客運：
| 路線 | 客運業者 | 起訖             | 經由                                                     | 公車站牌           | 備註                          |
| ---- | -------- | ---------------- | -------------------------------------------------------- | ------------------ | ----------------------------- |
| 6927 | 彰化客運 | 高鐵彰化站－南投 | 高鐵彰化站-田中站-田中車站-仁愛山莊-榮民之家-赤水-南投站 | 仁愛山莊、榮民之家 | 每天2班                       |
| 6928 | 彰化客運 | 田中－赤水－南投 | 田中站-田中車站-仁愛山莊-榮民之家-赤水-南投站            | 仁愛山莊、榮民之家 | 本班車由赤水延駛田中，每天3班 |

## 外部連結
- 達德商工 （页面存档备份，存于）官方網站（繁體中文）（英文）
- 達德商工校園美景 （页面存档备份，存于）
- 八卦山脈傳奇 ─ 達德商工達德商工優質化輔助方案五大面向影片 （页面存档备份，存于）